# Wulfen (Anhalt)
Wulfen ist ein Ortsteil der gleichnamigen Ortschaft der Einheitsgemeinde Osternienburger Land im Landkreis Anhalt-Bitterfeld in Sachsen-Anhalt, (Deutschland).

## Geografie
Wulfen liegt zwischen Schönebeck (Elbe) und der Kreisstadt Köthen (Anhalt) am Rande des Biosphärenreservates Mittlere Elbe.

## Geschichte
Die Gemarkung Wulfen weist eine dichte vorgeschichtliche Besiedlung seit der Jungsteinzeit auf. Archäologische Grabungen erbrachten Funde der Bandkeramik, der Jordansmühler Kultur sowie der Walternienburg-Bernburger Kultur. Ein vollständig erhaltenes Großsteingrab auf dem Hohen Berg im südlichen Teil Wulfens datiert in die jungneolithische Bernburger Kultur (ca. 3.500–2.800 v. Chr.).
Wulfen wurde erstmals im Jahr 995 urkundlich erwähnt. Wulfen war Sitz des Amtes bzw. Justizamtes Wulfen.
Am 1. Januar 2010 schlossen sich die bis dahin selbstständigen Gemeinden Wulfen, Chörau, Diebzig, Dornbock, Drosa, Elsnigk, Großpaschleben, Kleinpaschleben, Libbesdorf, Micheln, Osternienburg, Reppichau, Trinum und Zabitz zur Einheitsgemeinde Osternienburger Land zusammen. Gleichzeitig wurde die Verwaltungsgemeinschaft Osternienburg, zu der diese Gemeinden gehörten, aufgelöst.

## Gedenkstätten

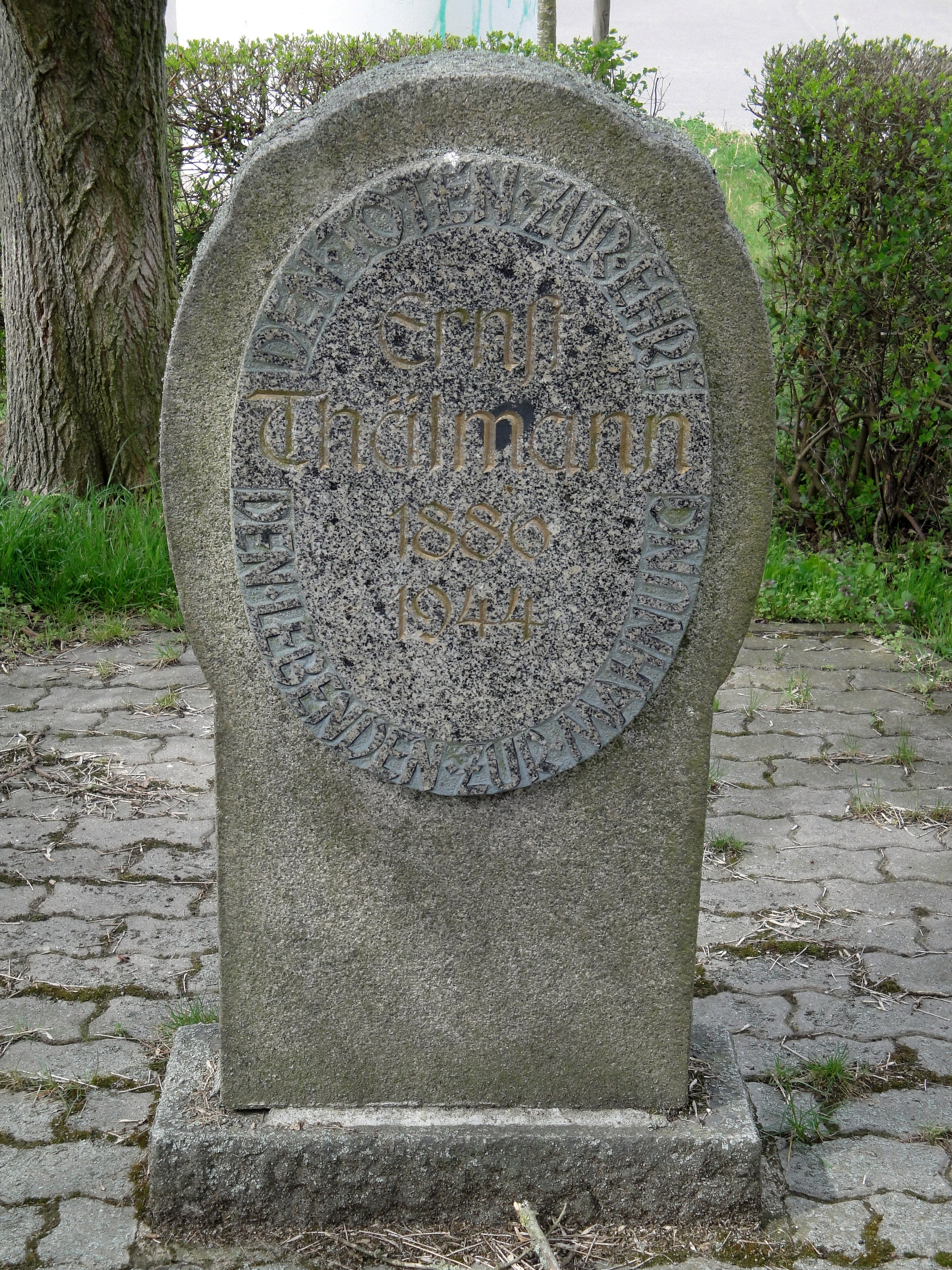
Ernst-Thälmann-Denkmal in Wulfen

- Denkmal aus dem Jahre 1975 auf dem Thälmannplatz zur Erinnerung an den KPD-Vorsitzenden Ernst Thälmann.

## Politik

### Ortschaftsrat
Als Ortschaft der Einheitsgemeinde Osternienburger Land übernimmt ein so genannter Ortschaftsrat die Wahrnehmung der speziellen Interessen des Ortes innerhalb bzw. gegenüber den Gemeindegremien. Er wird aus sieben Mitgliedern gebildet.

### Bürgermeister
Als weiteres ortsgebundenes Organ fungiert der Ortsbürgermeister, dieses Amt wird zurzeit von Horst Richter wahrgenommen.

### Wappen
Das Wappen wurde am 4. Juli 1994 durch das Regierungspräsidium Dessau genehmigt.
Blasonierung: „In Gold über grünem Schildfuß ein aufgerichteter schwarzer Wolf mit rot ausgeschlagener Zunge, in grünem Schildfuß eine liegende goldene Ähre mit fünf Grannen.“
Es geht zurück auf die Familie von Wulffen, die mit Bernhard und Gero von Wulfen ab dem Jahr 1156 urkundlich nachweisbar ist und mit Hans von Wulffen (gestorben 1177) als Gutsherr auf Wulfen historiographisch beginnt. Das Wappen derer von Wulffen zeigt den Wolf, der auch im Gemeindewappen die Hauptfigur bildet. Als Hinweis auf die Landwirtschaft und die naturelle Umgebung hat das Gemeindewappen zudem eine goldene Ähre im grünen Schildfuß.
Das Wappen wurde von der Magdeburger Heraldikerin Erika Fiedler gestaltet.
Die Farben des Ortes sind Schwarz - Gelb (Gold).

### Flagge
Die Flagge wurde am 4. September 2008 durch den Landkreis genehmigt.
Die Flagge ist schwarz - gelb (1:1) gestreift (Querform: Streifen waagerecht verlaufend; Längsform: Streifen senkrecht verlaufend) und mittig mit dem Gemeindewappen belegt.
Der Kommunalheraldiker Jörg Mantzsch hat die Flagge gestaltet und das Genehmigungsverfahren begleitet.

## Persönlichkeiten
- Jonny Schlegel (1921–unbekannt), Sonderschulpädagoge und Hochschullehrer

## Wirtschaft und Infrastruktur

### Verkehr

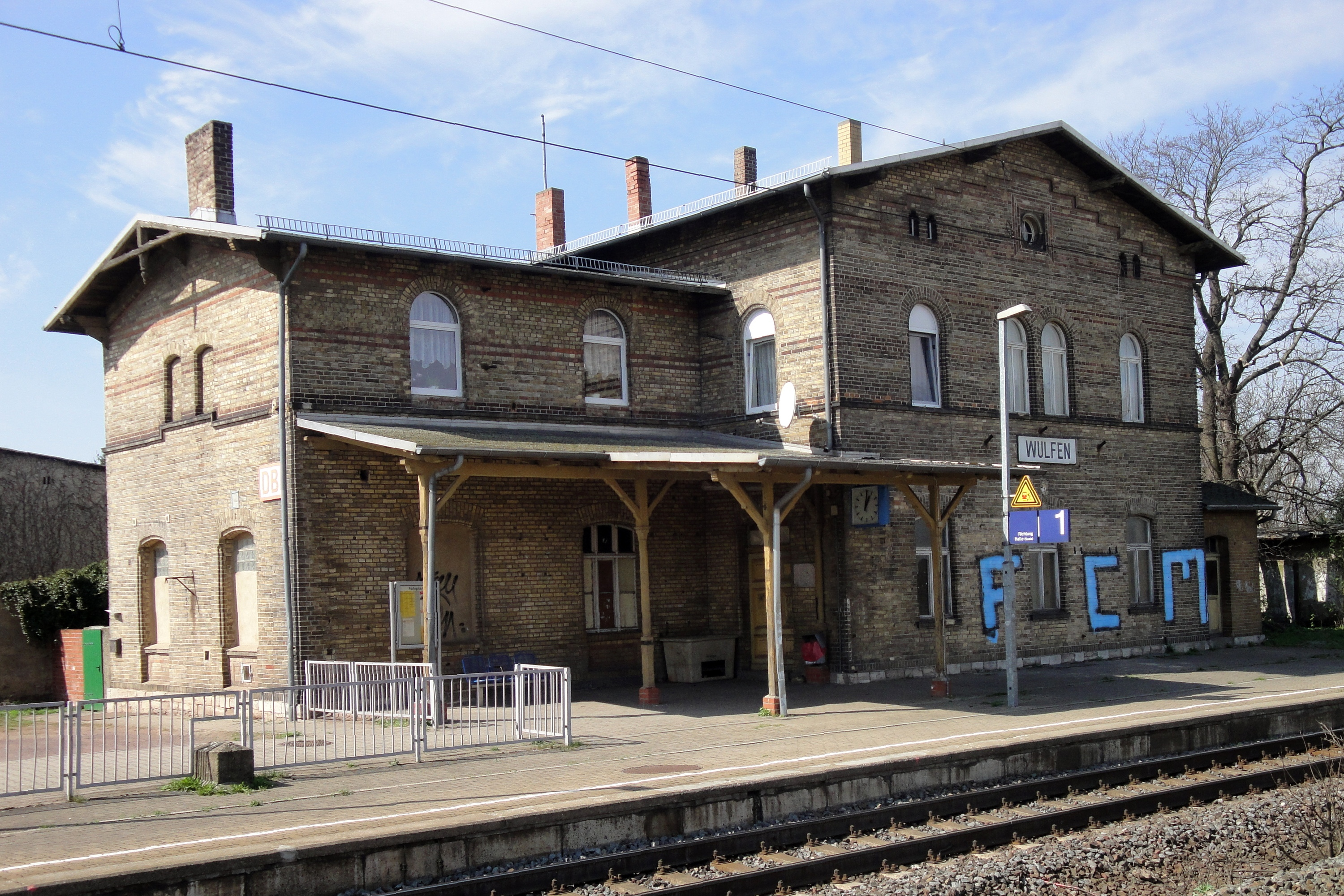
Bahnhof Wulfen (Anhalt)

Südlich der Gemeinde führt die Bundesstraße 185, Bernburg (Saale) nach Köthen (Anhalt) vorbei. Der Bahnhof Wulfen liegt an der zweigleisigen, elektrifizierten Eisenbahnstrecke Magdeburg–Halle, die stündlich von je einem Regionalexpress pro Richtung bedient wird.

### Unternehmen
Die Agrargesellschaft Wulfen mbH ist ein agrarindustrieller Betrieb mit Sitz in Wulfen. Das Tochterunternehmen der WIMEX-Gruppe baut Futtermittel für die konzerneigene Hybridhuhn-Tierhaltung an und betreibt ein Mischfutterwerk in Wulfen. Das Unternehmen ist aus der ehemaligen LPG Wulfen hervorgegangen.